# Tidens Tegn

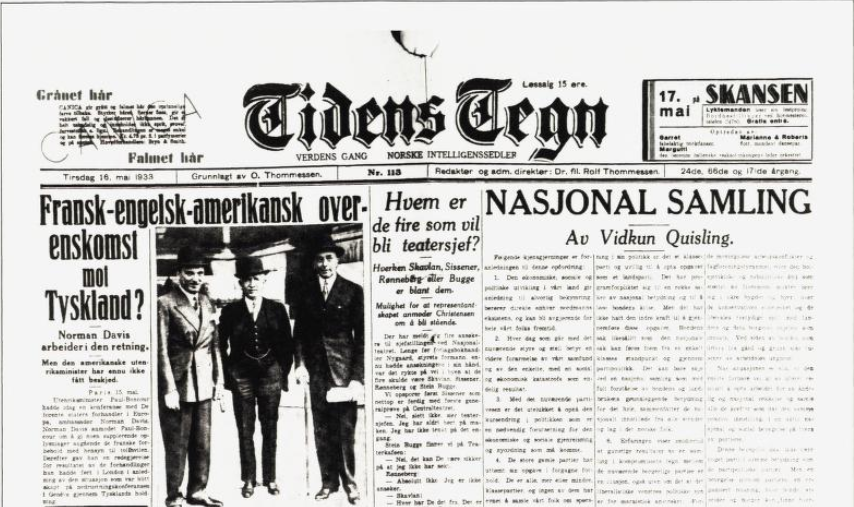
Tidens Tegns förstasida 16 maj 1933 där Vidkun Quisling skriver om bildandet av Nasjonal Samling.

Tidens Tegn var en norsk dagstidning som startades i Kristiania (Oslo) 1910 av Ola Thommessen, sedan han brutit med styrelsen för Verdens Gang, vars redaktör han varit; denna tidnings hela redaktion gick med honom över till det nya företaget. År 1917 blev grundarens son Rolf Thommessen ny redaktör. År 1923 införlivades Verdens Gang i tidningen och 1924 skedde samma sak med tidningen Ørebladet. Tidens Tegn utkom 1924 till 1932 med en särskild kvällsupplaga, kallad Oslo Aftenavis. Politiskt var Tidens Tegn ursprungligen ett organ för partiet Frisinnede Venstre, men blev oberoende allteftersom. Tidens Tegn upphörde med utgivningen i april 1941. Efter kriget övertog den nyuppstartade Verdens Gang tidningens lokaler.